# Буичешти (Мехединци)
Буичешти (рум. Buicești) насеље је у Румунији у округу Мехединци у општини Бутојешти. Oпштина се налази на надморској висини од 144 m.

## Становништво
Према подацима из 2002. године у насељу је живело 508 становника, од којих су сви румунске националности.